# Лъ
Лъ лъⓘ – dwuznak cyrylicy.

## Używanie
Лъ to dwudziesta ósma litera alfabetu adygejskiego.